# Regatul primilor Piaști
Primul regat al Poloniei a fost creat în anul 1025. Înainte de încoronare a lui Bolesław I cel Viteaz, statul polonez a fost denumit Ducatul Poloniei. S-a făcut încoronarea posibilă datorită mulților factorii, fiind cele mai importante moartea lui Heinrich al II-lea și slăbirea Sfântului Imperiu Roman.
Există controversii legate de încoronarea. Se presupune că arhiepiscop din Gniezno o a făcut după comăndă a regelui, fără permisiune din capitala apostolică. Faptul că bulă papală care a conținut permisiune n-a fost păstrat și multe acuzații din cronicarii germanii semnalează-l. După puține lune Bolesław a decedat, păstrând fiilor săi statul lărgit prin Milsko, Luzația, Moravia, Slovacia și Cetății Roșii. A pierdut doar Pomerania Occidentală, care se despărțit în timpul războielor cu Sfântul Imperiu Roman. Sub lui conducere, Polonia a devenit un stat puternic cu poziția înaltă între țările europene, însa o reputație a țări a fost greu rănită pe politică sa agresiva.

## Prima conducere a lui Mieszko al II-lea Lambert

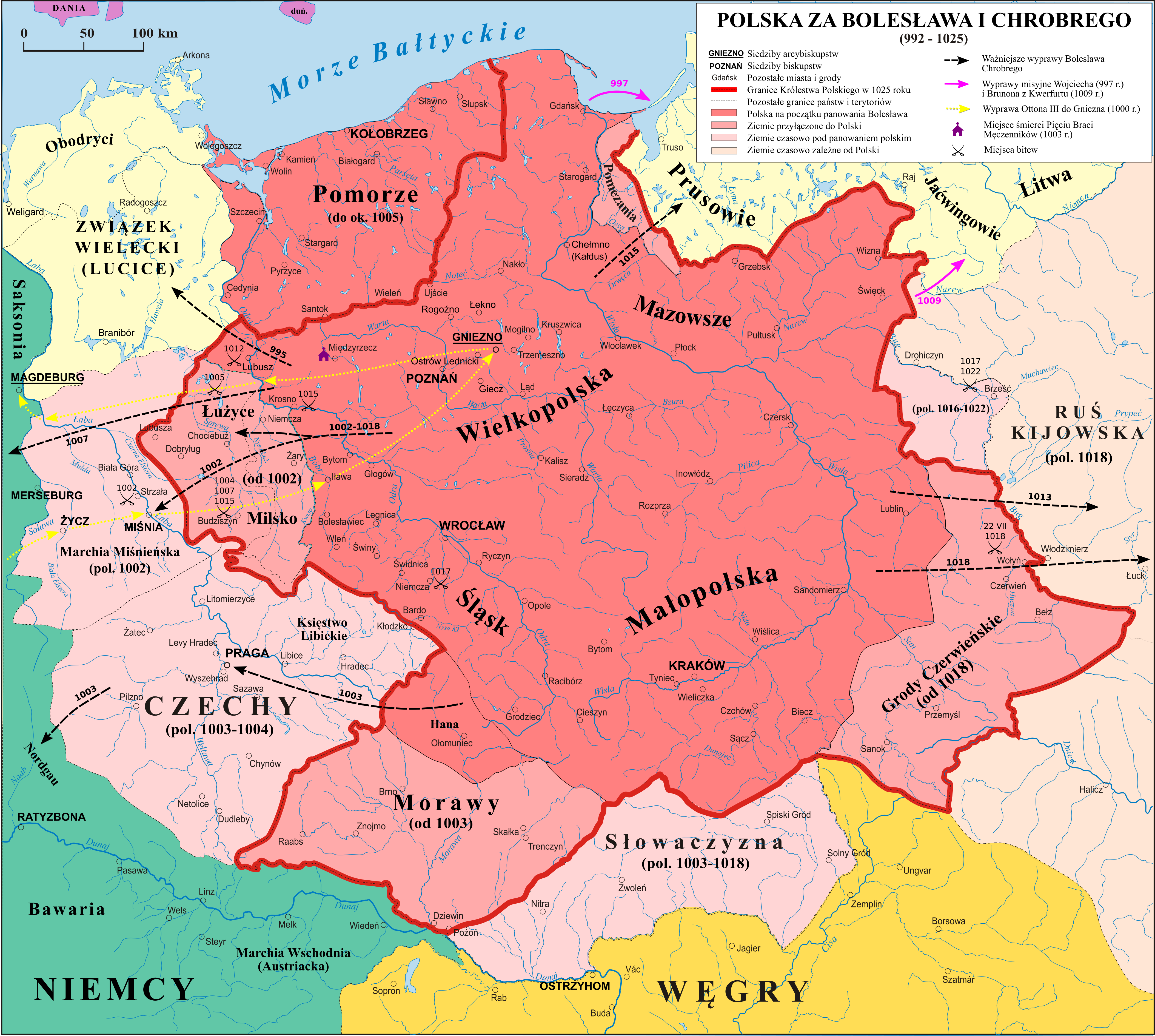
Polonia în timpul conducerii a lui Bolesław I cel Viteaz.

Mieszko al II-lea Lambert a luat o conducere după tatăl său, după ce pesemne a exilat săi doi frăți. Alături, încă în 1025 s-a încoronat cum regele Poloniei. Mieszko al II-lea a făcut eforturi pentru continuare a politicii expansioniste lui Bolesław Viteazul. S-a înscris la opozița germană concentrată împrejur Ernest al II-lea, duce a Swabiei și Freidrich din Lorena și invadat Saxonia în 1028. Konrad al II-lea, împărat germano-roman, a organizat în răspuns atacul spre Milsko și Luzația, dar ea nu a avut succesul mare. Pesemne în același an ducele Boemiei, Udalric, a pus controlă sa la Moravia și Slovacia și ducele Ruteniei, Iaroslav cel Înțelept, a cucerit Bełz și creat, cu ajutor al frăților lui Mieszko – Bezprym și Otto – o alianță cu Sfântul Imperiu Roman. Amândoi conducatorii au atacat concentric, ducând spre căderea conducării regale în Polonia. La început, Luzația și Milsko au fost cedate Sfântului Imperiu Roman. Ulterior, Cetății Roșii erau date Ruteniei. Mieszko al II-lea exila din țara la Boemia, unde a fost capturat și castrat. La tronul polonez s-a împus Bezprym.

## Conducere a lui Bezprym și restaurarea lui Mieszko al II-lea
Bezprym pesemne primea conducerea datorită trupei spadasinilor câștigate de pe ducele Iaroslav. Poate fi că a folosit slogane antiecleziastice și antistatale, care l-au permis primi susținători în societate, obligată de pe probațiuni înalte pentru administrare, armată și biserică. Unii istorici zic că el pot chiar fi conducătorul reacții păgâne. După luare a conducerii Bezprym a trimis însemnuri poloneze de încoronare la Konrad al-II lea, resemnând de conducere regală și recunoscând primatul împăratului. Dupa aceea începea o perioadă a conducerii sălbatice. După câtiva lunii Bezprym a fost ucis – pesemne de inițiativă a fratelor săi.
Între timp, Mieszko, după scăpare spre Boemia, a fost capturat pe ducele Udalric și castrat. Această a fost presupună că o pedeapsă pentru chiorăre a ducelui Boemiei, Bolesláv III cel Roșu prin Bolesław Viteazul. Udalryk a eliberat Mieszka după moartea lui Bezprym, dar ducele Poloniei nu putea-și recăpăta forță completă. Periclitat prin intervenție a împăratului, a consimțit în 1038 în Merseburg pentru împărțirea statului între trei pretendenții pentru tronul: se, Otton Bolesławowic și Dytryk, care a fost un fiu al fratului lui Bolesław Viteazul. Mieszko pesemne a primit Polonia Mică și Mazovia, Otto – Silezia și Dytryk – Polonia Mare. Alta propunere a împărțirii era că Mieszko ar fi primit Polonia Mare, când Otto și Dytryk ar fi primit alte părții. În plus, timpuriul rege s-a resemnat din coroana și titlul său. Abia după moartea lui Otto în anul 1033 Mieszko a pus controla sa spre partea fratului. Apoi a exilat Dytryk și unificat statul Piaștilor. A decedat în anul viitor, părăsind Polonia slăbită și teritorial redusă.